# Florence Vere O'Brien
Florence Vere O'Brien (3 juillet 1854 - 8 juillet 1936) est une diariste, philanthrope et artisane britannique. Elle créé l'école de dentelle Limerick et la Clare Embroidery,.

## Jeunesse
Florence Vere O'Brien est née Florence Mary Arnold à Bayswater, Londres, le 3 juillet 1854. Elle est la deuxième des quatre enfants de William Delafield Arnold et Frances Anne Arnold (née Hodgson). Son père est le fils de Thomas Arnold et le frère du poète Matthew Arnold. Il sert dans l'armée indienne à partir de 1850, avant d'être nommé dans la fonction publique en devenant directeur de l'instruction publique au Pendjab en 1856. Lorsque Frances Anne Arnold mort en Inde en mars 1858, les enfants sont envoyés en Angleterre en janvier 1859 par bateau par leur père. Il a l'intention de les rejoindre en Angleterre, mais pendant le voyage par voie terrestre, il tombe gravement malade et meurt à Gibraltar le 9 avril 1859. Les enfants sont élevés par leur tante Jane (née Arnold) et William Edward Forster, devenant si proches que les enfants décident officiellement d'adopter le nom Arnold-Forster lorsque la plus jeune sœur, Frances, atteint l'âge adulte en 1878.
Dès son jeune âge, O'Brien est une écrivaine, chroniqueuse et artiste enthousiaste. À partir de 14 ans, elle voyage à travers l'Europe continentale avec son beau-père. Elle a un vif intérêt pour la politique européenne et britannique, en particulier pour le sort du parti libéral. Après avoir visité Budapest en 1876, elle fait des recherches et écrit une biographie de Ferenc Deák qu'elle publie anonymement en 1881 en anglais et en hongrois. O'Brien visite l'Irlande pour la première fois en 1878 en vacances. En mai 1880, elle revient lors de la première visite officielle de William Forster en tant que secrétaire en chef de l'Irlande. Pendant les deux années à ce poste, O'Brien passe la plupart de son temps à Dublin, alors qu'elle y fait partie de nombreux cercles politiques et sociaux. De ses journaux, elle montre un intérêt pour les développements politiques en Irlande ainsi qu'une méfiance envers la Land League et le nationalisme irlandais. Le journal couvre tous ses intérêts, y compris la politique, la vie familiale et la société de la Grande-Bretagne et de l'Irlande de l'époque victorienne. Publié plus tard sous le titre Florence Arnold-Forster's Irish Journal, il offre un compte rendu rare de l'expérience quotidienne de l'administration irlandaise à une période critique de la guerre agraire irlandaise. Le livre reçoit un certain nombre de critiques dans des publications importantes,.
Elle s'installe définitivement en Irlande après son mariage avec Robert (Robin) Vere O'Brien le 10 juillet 1883. Son mari, qui est originaire d'Oldchurch dans le comté de Limerick, est greffier de la paix au palais de justice d'Ennis et agent des successions d'Inchiquin et de Vere. Le couple a deux filles, Jane Elinor et Florence Margaret, et deux fils, Aubrey William et Hugh Murrough. Le couple vit avec la mère et la sœur de Robert à Oldchurch, où trois de leurs enfants sont nés, avant de déménager dans le comté de Clare.

## Travail avec la dentelle
Lors de son déménagement dans le comté de Limerick, O'Brien se met à soutenir l'industrie de la dentelle de Limerick en faillite. Elle prend contact avec des artisanes locales et leur fournit des matériaux de haute qualité ainsi que ses propres conceptions. À partir de là, elle organise la vente de l'œuvre, en utilisant son cercle d'amis à Dublin et à Londres. O'Brien est une figure centrale de la fondation du Private Committee for Promoting Irish Lace, avec le soutien d'Alan Cole du Département des sciences et des arts, South Kensington et James Brenan RHA. Ce comité conduit à la création de l'école de formation de la dentelle à Limerick en mai 1889 et, en 1893, à la demande du comité, elle reprend la direction de l'école. Sa famille déménage à New Hall, près d'Ennis, dans le comté de Clare, en 1890. En 1895, elle crée Clare Embroidery, qu'elle dirige depuis son domicile. Elle est aidée dans cette entreprise par l'infirmière des enfants O'Briens, une Écossaise du nom de Mina Keppie, qui peut former jusqu'à 15 filles à la fois. L'entreprise déménage avec la famille à Ballyalla en 1898 et en 1910, elle forme jusqu'à 27 filles à la fois. Les deux entreprises exposent leur travail avec des expositions d'art et d'artisanat en Irlande, en Grande-Bretagne et en Amérique des années 1890 aux années 1920. Parmi ces expositions figurent celles de la Royal Dublin Society, de la Arts and Crafts Society of Ireland, les expositions universelles de Chicago et de St Louis en 1893 et 1904 remportant plusieurs prix. Lors de la vente de Lady Arran à Windsor en 1900, la reine Victoria et la princesse de Galles achetent des exemples de leur travail,.

## La vie plus tard
En plus de son intérêt pour l'industrie de la dentelle, O'Brien est également active dans le développement des soins de santé dans la région du comté de Clare. Elle est membre de la Women's National Health Association et participe à la fondation d'un sanatorium à Ballyalla en 1912. Elle lance l'Association des infirmières du district d'Ennis et gère le programme pendant plusieurs années. Pendant et après la Première Guerre mondiale, elle aide d'anciens militaires du comté de Clare grâce à son travail avec le War Pensions Committee. Au début du XXe siècle en Irlande, l'industrie de la dentelle est en déclin ce qui conduit à la fermeture de l'école en 1922. Clare Embroidery continue la production jusqu'à la mort d'O'Brien le 8 juillet 1936 à Ballyalla.